# Clădirea fostului pavilion al expoziției agricole (Chișinău)
Clădirea fostului pavilion al expoziției agricole este o clădire amplasată pe str. Alexei Mateevici, 86 în Chișinău, Republica Moldova. Este un monument istoric și arhitectural de importanță națională inclus în Registrul monumentelor Republicii Moldova ocrotite de stat cu nr. 213 (municipiul Chișinău). Datează din 1903.